# Cornulaca
Cornulaca là chi thực vật có hoa trong họ Amaranthaceae.